# Ak-Turpak (Batken)
Ak-Turpak (kirgisisch Ак-Турпак) ist ein Dorf in Kirgisistan mit – Stand 2021 – 1274 Einwohnern.

## Geographie
Das Dorf liegt im Rajon Batken des Oblus Batken. Es ist der Landgemeinde Tört-Kül untergeordnet. Es liegt 30 Kilometer von Batken entfernt. Das Dorf liegt am Fluss Soʻx.

## Bevölkerung
| Jahr | Einwohner |
| ---- | --------- |
| 2002 | 0597      |
| 2009 | 1211      |
| 2021 | 1274      |